# Golgo 13
 (novembre 2009).
Si vous disposez d'ouvrages ou d'articles de référence ou si vous connaissez des sites web de qualité traitant du thème abordé ici, merci de compléter l'article en donnant les références utiles à sa vérifiabilité et en les liant à la section « Notes et références ».
Autre
Golgo 13 (ゴルゴ13) est un manga de Takao Saitō et son studio Saito Pro. Il est prépublié à partir d'octobre 1968 dans le magazine Big Comic. Il met en scène Golgo 13, un assassin professionnel officiant à travers le monde entier, aussi connu sous le nom de Duke Togo. Ce sniper d'élite ne rate jamais sa cible et sait se servir de toutes sortes d'armes, mais il est habitué à utiliser un fusil d'assaut M-16 modifié avec une lunette de fusil de précision.
Golgo 13 est le manga le plus long de l'histoire. En avril 2021, il rentre dans le Livre Guinness des records pour son record du « plus grand nombre de tomes publiés pour une seule série de mangas », détrônant Kochikame.
Avec plus de 300 millions d'exemplaires édités, il est également l'une des bandes dessinées les plus vendues au monde. Il remporte le Prix Shōgakukan en 1976 dans la catégorie générale ainsi que le Prix spécial du Prix culturel Osamu Tezuka 2020 à l'occasion du 50e anniversaire de la série.
Le manga est adapté en deux films live, deux films d'animation, une série d'animation ainsi que plusieurs jeux vidéo.

## Synopsis
Duke Togo, alias Golgo 13, est un tueur à gages qui ne recule devant rien. Dès lors qu'un contrat est engagé, là où tout le monde juge la chose impossible, Golgo 13 lui, réussit. Bien sûr, plus la tâche est difficile, plus la somme d'argent demandée[réf. nécessaire] est colossale ; dans la série animée, elle est quasiment toujours de trois millions de dollars américains.
Eurasien d'origine japonaise ou chinoise, le mystère le plus total entoure la jeunesse de Duke Togo.
Disposant d'une excellente condition physique, Togo est un expert du combat rapproché, capable de tuer tout ennemi à mains nues ou avec une arme blanche.
Mais c'est avant tout dans le domaine du tir qu'il dispose de capacités surhumaines. 
Il surpasse ses adversaires aussi bien dans le tir de précision au fusil que dans le tir de riposte à l'arme de poing.
Il sait également manier divers armements légers comme lourds, en passant par les explosifs.

Enfin, il sait survivre dans des environnements extrêmes: toundra sibérienne ou encore jungles du Sud-Est asiatique.

## Manga
Le manga est prépublié depuis octobre 1968 dans le magazine Big Comic, puis publié en volumes reliés par Shōgakukan.
En France, deux recueils de Golgo 13 sont parus aux éditions Glénat : Best 13 of Golgo 13 : Le Choix des Lecteurs, qui regroupe 13 histoires plébiscitées par des lecteurs, et Best 13 of Golgo 13 : Le Choix de L'Auteur. Il est aussi publié dès le début des années 1980 dans la revue Le Cri qui tue.

## Adaptations

### Films
Il existe deux adaptations cinématographiques de Golgo 13 en prise de vues réelles : Golgo 13 réalisé en 1973 avec Ken Takakura dans le rôle de Golgo 13 et Golgo 13: Assignment Kowloon, réalisé par Yukio Noda en 1977 avec Sonny Chiba dans le rôle de Golgo 13. 

### Films d'animation
Deux films d'animation sont sortis : Golgo 13: The Professional en 1983 et Golgo 13: Queen Bee en 1998. Ces deux films ont été dirigés par Osamu Dezaki.

### Série d'animation
Une adaptation en série d'animation de 50 épisodes par The Answer Studio est diffusée entre le 11 avril 2008 et le 27 mars 2009 sur TV Tokyo. En France, la série est éditée en 2012 par Black Box.
Liste des épisodes
Les titres en français proviennent des sous-titres en français des DVD. Seuls les premiers épisodes sont doublés en français.
| No                                                               | Titre français                        | Titre japonais                | Titre japonais                       | Date de 1re diffusion |
| No                                                               | Titre français                        | Kanji                         | Rōmaji                               | Date de 1re diffusion |
| ---------------------------------------------------------------- | ------------------------------------- | ----------------------------- | ------------------------------------ | --------------------- |
| 1                                                                | Dans un trou d'épingle !              |                               | AT PIN-HOLE!                         | 11 avril 2008         |
| 2                                                                | La Chambre 909                        |                               | ROOM・No.909                         |                       |
| 3                                                                | Le Chef-d'oeuvre des fusils d'Assaut  | 傑作･アサルトライフル         | Kessaku Asaruto Raifuru              |                       |
| 4                                                                | Pretty Woman                          | プリティ･ウーマン             | Puriti Ūman                          |                       |
| 5                                                                | Les Superstars font leur entrée       | スーパースターの共演          | Sūpāsutā no Kyōen                    |                       |
| 6                                                                | Offrande à Dieu                       | 神に贈られし物                | Kami ni Okurareshi Mono              |                       |
| 7                                                                | Un tir sur la corde de Sol            | G線上の狙撃                   | G Senjō no Sogeki                    |                       |
| 8                                                                | Action : 4/24                         | 動作·24分の4                  | Dōsa Ni Jū Yon Bun no Yon            |                       |
| 9                                                                | Nuit de Prison                        | 檻の中の眠り                  | Ori no Naka no Nemuri                |                       |
| 10                                                               | Le Retour de la Cible                 | 帰ってきた標的                | Kaette Kita Tāgetto                  |                       |
| 11                                                               | Angle Mort                            | デッド·アングル               | Deddo Anguru                         |                       |
| 12                                                               | Touchdown                             |                               | TOUCH DOWN                           |                       |
| 13                                                               | Angle Croisé                          | クロスアングル                | Kurosu Anguru                        |                       |
| 14                                                               | L'Ombre mortelle du soleil couchant   | 落日の死影                    | Rakujitsu no Shiei                   |                       |
| 15                                                               | Eva, vers la mer                      | 海へ向かうエバ                | Umi e Mukau Eba                      |                       |
| 16                                                               | Le Saint à l'odeur de mort            | 死臭の聖者                    | Shishū no Seija                      |                       |
| 17                                                               | Dernières lueurs                      | 残光                          | Zankō                                |                       |
| 18                                                               | Steinbeck III                         | スタインベック三世            | Sutainbekku San Sei                  |                       |
| 19                                                               | La Forteresse de Glace                | 硝子の要塞                    | Garasu no Yōsai                      |                       |
| 20                                                               | Été de mélancolie                     | メランコリー·夏               | Merankorī Samā                       |                       |
| 21                                                               | Garimpeiro                            | ガリンペイロ                  | Garinpeiro                           |                       |
| Note : Les garimpeiros sont des chercheurs de pierre précieuses. |                                       |                               |                                      |                       |
| 22                                                               | Été Indien                            | インディアン·サマー           | Indian Samā                          |                       |
| 23                                                               | Courant-Jet                           | ジェット·ストリーム           | Jetto Sutorīmu                       |                       |
| 24                                                               | Santa Ana                             | サンタ·アナ                   | Santa Ana                            |                       |
| 25                                                               | Poursuite en Floride                  | フロリダ·チェイス             | Furorida·Cheisu                      |                       |
| 26                                                               | Catherine, la sans-pitié              | 冷血キャサリン                | Reiketsu Kyasarin                    |                       |
| 27                                                               | Ceux qui ne craignent rien            | フィアレス                    | Fiaresu                              |                       |
| 28                                                               | Soupirs d'une nuit arctique           | 白夜は愛のうめき              | Byakuya wa Ai no Umeki               |                       |
| 29                                                               | Casting                               | 配役〈キャスティング〉        | Kyasutingu                           |                       |
| 30                                                               | Les couteaux de l'Amour               | ラブはナイフ                  | Rabu wa Naifu                        |                       |
| 31                                                               | Vagues Courroucées                    |                               | ANGRY WAVES                          |                       |
| 32                                                               | Meurtres Croisés                      | 殺意の交差                    | Satsui no Kōsa                       |                       |
| 33                                                               | Fierté Vinicole                       | 誇り高き葡萄酒(ワイン)        | Hokori Takaki Wain                   |                       |
| 34                                                               | Comédie Meurtrière                    | 殺人劇の夜                    | Satsujin Geki no Yoru                |                       |
| 35                                                               | La loi du pedigrée                    | 血統の掟                      | Kettō no Okite                       |                       |
| 36                                                               | Parures Flétries                      | 死に絶えた盛装                | Shinitaeta Seisō                     |                       |
| 37                                                               | Les 24 heures de Noël                 | クリスマス·24アワーズ         | Kurisumasu 24 Awāzu                  |                       |
| 38                                                               | Elle s'appelait Sara                  | 少女サラ                      | Shōjo Sara                           |                       |
| 39                                                               | Un grand jour pour Ash                | アッシュ最良の日              | Asshu Sairyou no Hi                  |                       |
| 40                                                               | Le Banquet des Brutes                 | 鬼畜の宴                      | Kichiku no Utage                     |                       |
| 41                                                               | Nuit brumeuse dans l'avenue Petticoat | ペチコートレーンの夜霧        | Pechikōto Rēn no Yogiri              |                       |
| 42                                                               | Sur le lac Mouth                      | 大きな口(ラージ·マウス)の湖上 | Rāji Mausu no Kojō                   |                       |
| 43                                                               | La Mission Oubliée                    | 空白の依頼                    | Kūhaku no Irai                       |                       |
| 44                                                               | Les Ambitions de Rockford             | ロックフォードの野望          | Rokkufōdo no Yabō                    |                       |
| 45                                                               | 1 Seconde sur 36 000                  | 36000秒分の1秒                | San Man Roku Sen Byō Bun no Ichi Byō |                       |
| 46                                                               | La Fin du Siècle Hollywoodien         | 世紀末ハリウッド              | Seikimatsu Hariuddo                  |                       |
| 47                                                               | Une Nuit sans Fin                     | 夜は消えず                    | Yoru wa Kiezu                        |                       |
| 48                                                               | Les Yeux Noir comme l'ébène           | 黒い瞳 EBONY EYES             | Kuroi Hitomi EBONY EYES              |                       |
| 49                                                               | Le Combattant Cuirassé SDR2           |                               | Sōkōhei Esu-Dī-Āru-Tsū               |                       |
| 50                                                               | Bras d'un ange, bras du diable        | 天使と悪魔の“腕”              | Tenshi to Akuma no "Ude"             |                       |

## Jeux vidéo
Il existe plusieurs jeux vidéo de Golgo 13 : 
- Golgo 13 sorti sur SG-1000
- Golgo 13: Top Secret Episode sorti sur NES
- The Mafat Conspiracy sorti sur NES
- Golgo 13: File G-13 o Oe sorti sur Nintendo DS

## Distinctions
Il remporte le Prix Shōgakukan en 1976 dans la catégorie générale.
En 2002, le manga reçoit le Grand Prix de l'Association des auteurs de bande dessinée japonais.
Il reçoit le Prix spécial du Prix culturel Osamu Tezuka 2020 à l'occasion du 50e anniversaire de la série.

## Parodie
- Golgo 17·18·19 (1971), one-shot parodique de 20 pages par Go Nagai.